# Юрій Шимко
Шимко Юрій (нар. 6 вересня 1940) — громадський, політичний діяч у Канаді, куди прибув 1953, родом з міста Козьле (Польща).
Діяч Консервативно-Проґресивної Партії. У 1978 році обраний до федерального парламенту, з 1981 — послом до онтарійської леґіслятури.
Активний діяч Спілки Української Молоді, Ліги Визволення України та Світового Конгресу Вільних Українців (1988-93 Президент,
1978 — 83 генеральний секретар).

## Життєпис
Шимко народився в Козелі, провінція Сілезія, Німеччина (сучасне Козьле, частина Кендзежин-Козьле, Польща). Він є онуком відомого українського поета і громадського діяча Івана Франка, онука якого, Ганна Ключко, жила в Канаді. Сім'я Шимка переїхала до Бельгії, де він здобув початкову освіту в приватній школі, якою опікувалися католицькі отці редемптористи. Підлітком переїхав до Канади і вступив до Торонтського університету, який закінчив за спеціальністю «сучасна історія та мови». Після університету очолював кафедру сучасних мов у середній школі Вікторія Парк. Присвятивши багато років дослідженню долі політичних дисидентів у СРСР, Шимко був редактором виданої в Канаді книги «Для цього я народився», яка документує порушення прав людини в колишньому Радянському Союзі.
Шимко вільно володіє кількома мовами, зокрема англійською, французькою, українською та російською. Юрій Шимко одружений з колишньою Стефані Коваль. Вони мають двох дочок, Лізу Шимко, політологиню, та Наталію Шимко, мистецтвознавицю.
З 1973 по 1978 рік був наймолодшим генеральним секретарем Світового конгресу вільних українців (СКУ), а згодом був його президентом з 1988 по 1993 рік.
Шимко є лауреатом низки канадських та міжнародних нагород, зокрема нагороди «За видатні заслуги» від Фундації «Ріна» (1985), яка служить потребам дітей єврейської громади з обмеженими фізичними можливостями. У 1997 році підтримка Шимко франкофонії була визнана Міжнародною асамблеєю франкомовних парламентарів, коли він був офіційно введений до складу офіцерів ордену «Плеяда» (1997 р.). Шимко був прийнятий до Ордену Плеяди разом з канадським астронавтом Марком Гарно та суддею Апеляційного суду провінції Онтаріо Роєм Макмертрі.